# Zaïrita
La zaïrita és un mineral de la classe dels fosfats, que pertany al grup de la plumbogummita. Rep el seu nom del país on va ser descoberta, Zaire, actualment anomenada República Democràtica del Congo.

## Característiques
La zaïrita és un fosfat de fórmula química BiFe₃3+(PO₄)₂(OH)₆. Va ser aprovada com a espècie vàlida per l'Associació Mineralògica Internacional l'any 1975, el mateix any que va ser publicada per primera vegada. Cristal·litza en el sistema trigonal. La seva duresa a l'escala de Mohs és 4,5.
Segons la classificació de Nickel-Strunz, la zaïrita pertany a «08.BL: Fosfats, etc. amb anions addicionals, sense H₂O, amb cations de mida mitjana i gran, (OH, etc.):RO₄ = 3:1» juntament amb els següents minerals: beudantita, corkita, hidalgoïta, hinsdalita, kemmlitzita, svanbergita, woodhouseïta, gal·lobeudantita, arsenogoyazita, arsenogorceixita, arsenocrandal·lita, benauita, crandal·lita, dussertita, eylettersita, gorceixita, goyazita, kintoreïta, philipsbornita, plumbogummita, segnitita, springcreekita, arsenoflorencita-(La), arsenoflorencita-(Nd), arsenoflorencita-(Ce), florencita-(Ce), florencita-(La), florencita-(Nd), waylandita, arsenowaylandita, graulichita-(Ce), florencita-(Sm), viitaniemiïta i pattersonita.

## Formació i jaciments
Va ser descoberta a Eta-Etu, a la província de Kivu, República Democràtica del Congo. També ha estat descrita a la mina del Mount Pleasant, a Nova Brunswick (Canadà); a Kreuzberg, a l'Alt Palatinat (Alemanya); i a la mina Sítio do Castelo, a Folgosinho, al districte de Guarda (Portugal), a on es troben uns cristalls molt ben definits.